# Тунапуна
Тунапуна (англ. Tunapuna, Произношениео файле) — город на севере Республики Тринидад и Тобаго. Находится на острове Тринидад.

## Город
Танапуна расположен между Санкт — Августином , Такаригуа и Тринити и является самым большим городом между Сан-Хуаном и Аримой. В Танапуне находится резиденция региональной корпорации Тунапуна-Пиарко.

## Карнавал
Уже более ста лет Тунапуна является местом проведения карнавала, который представляет собой демонстрацию традиционной мессы и палочного боя.

## Известные люди
- Сирил Лайонел Роберт Джеймс — историк, журналист.
- Уинифред Атвелл — пианист.
- Дональд Хейвуд — композитор, писатель, режиссёр[3].
- Стерн Джон — профессиональный футболист.